# Panaxia perfusca
Panaxia perfusca là một loài bướm đêm thuộc phân họ Arctiinae, họ Erebidae.